# 貴醸酒
貴醸酒（きじょうしゅ）とは、水の代わりに酒で仕込んだ酒で、独特のとろみのある甘口の日本酒である。「再醸仕込み」・「醸醸」・「三累醸酒」など、別の名で呼ばれることもある（後述）。

## 製法
通常の日本酒は、米100に対して水130を使って造るが、それに対して貴醸酒は米100に対して水70と酒60を仕込み水のように使って造る。仕込み酒は、三段仕込みの最終段階である留（とめ）において、仕込み水の代わりに使われる製法が多いが、初めから終わりまですべての仕込み水の代わりに酒を用いるという、いわばより贅沢な製法も研究されている。また、貴醸酒の古酒で仕込んだ貴醸酒も存在している。
通常の酒の仕込みに使われる水は、一般家庭で使っている水道水ではなく、酒蔵が独自に開井した高品質の酒造用水であるが、それでもコストという面から考えると、貴醸酒の仕込みで使う酒と比較して、タダに近いほど安価であるといえる。それほど、貴醸酒がいかにコストをかけて造られているかということがわかる。

## 酒質
多くの貴醸酒が純米酒としての造りで、また長期熟成酒、生酒などのバリエーションがあるが、酒を酒で仕込むだけあって味も極めてこく、濃醇な甘みと適度な酸味やすっきりとした後味を持ち、食前酒や食後酒向きの奥行きの深い味わいを有している。長期保存で熟成されることも特徴の一つで、貯蔵しているとだんだん重厚な琥珀色になっていき、いっそうまろやかな舌触りが加わっていく。このため、貯蔵する樽を工夫した貴醸酒も発売されている。新酒は冷や、あるいはオンザロックで食前酒や食中酒として、熟成酒は冷やから燗までの温度帯で食後酒やナイトキャップとするのが良いとされるほか、アイスクリームに貴醸酒をかけてデザートとするような楽しみ方も提案されている。

## 由来
貴醸酒は、国立醸造試験所が、国賓の晩餐会にフランス産のワインやシャンパンが使われるのを見て、「このような場面に合う高級な日本酒として、酒で仕込んだ酒を作る」というコンセプトのもと開発したものであるが、結果的には平安時代の古文書『延喜式』（927年）に記されている宮内省造酒司による古代酒の製法「しおり」と近いものとなっている。貴醸酒の製法には特許が取得されていたが、すでに失効している。一方で、「貴醸酒」という名称は榎酒造により商標登録されており、同社を中心とした貴醸酒協会の加盟蔵しか使用できないため、非加盟の蔵では同様の製法による酒について、「再醸仕込み」・「醸醸」・「三累醸酒」などのように、別の呼び方をしている。
但し、「貴醸酒」の名称を銘柄名として使用することは商標権を榎酒造が有しているためできないが、「貴醸酒」の名称自体は、【貴醸酒】〜お酒を仕込み水の一部に代用して、製造するお酒〜（国税庁HPより抜粋）で示すように、前記の国立醸造試験所が考案した特許製法の清酒の一般呼称であることから、銘柄とは別に品質表示としてラベル等に記載する場合は、商標法第二十六条（商標権の効力が及ばない範囲）の第1項二号の品質、及び生産の方法に該当するため、品質表示、生産方法の表示として使用することは認められている。そのことを誤認して、品質表示や製造方法の表示に正式名称ではない造語を用いてしまっているケースも多い。
「貴醸酒」の名称は、前記特許製法の清酒の呼称として国立醸造試験所の職員によって命名された。その後、その呼称の商標登録は製法の特許権者（国税庁長官）に承諾なく、行われたものである。